# Кулонгоски, Тед
Теодор «Тед» Кулонгоски (англ. Theodore R. "Ted" Kulongoski род. 5 ноября 1940, Сент-Луис, Миссури, США) — американский политик, 31-й губернатор Орегона в 2003—2011 годах. Член  Демократической партии. 

## Биография
Родился в сельском районе штата Миссури, после смерти отца попал в католический детский приют. Участвовал во вьетнамской войне в морской пехоте. Был депутатом обеих палат Законодательного собрания Орегона и Генеральным прокурором Орегона.
С 13 января 2003 года по 10 января 2011 года занимал пост губернатора штата Орегон. В январе 2009 года Кулонгоски был старшим по возрасту действующим губернатором США.